# El Mirador, Querétaro Arteaga
El Mirador är en ort i Mexiko.   Den ligger i kommunen El Marqués och delstaten Querétaro Arteaga, i den centrala delen av landet, 180 km nordväst om huvudstaden Mexico City. El Mirador ligger 1 971 meter över havet och antalet invånare är 286.
Terrängen runt El Mirador är kuperad åt sydväst, men åt nordost är den platt. Runt El Mirador är det ganska tätbefolkat, med 149 invånare per kvadratkilometer. Närmaste större samhälle är Santiago de Querétaro, 5,6 km väster om El Mirador. Omgivningarna runt El Mirador är en mosaik av jordbruksmark och naturlig växtlighet.